# 서맨사 자일스
서맨사 자일스(Samantha Giles, 1971년 7월 2일 ~ )는 잉글랜드의 배우이다.